# Myiotriccus ornatus
Myiotriccus ornatus е вид птица от семейство Тиранови (Tyrannidae), единствен представител на род Myiotriccus.

## Разпространение
Видът е разпространен в Еквадор, Колумбия и Перу.